# Censura en China

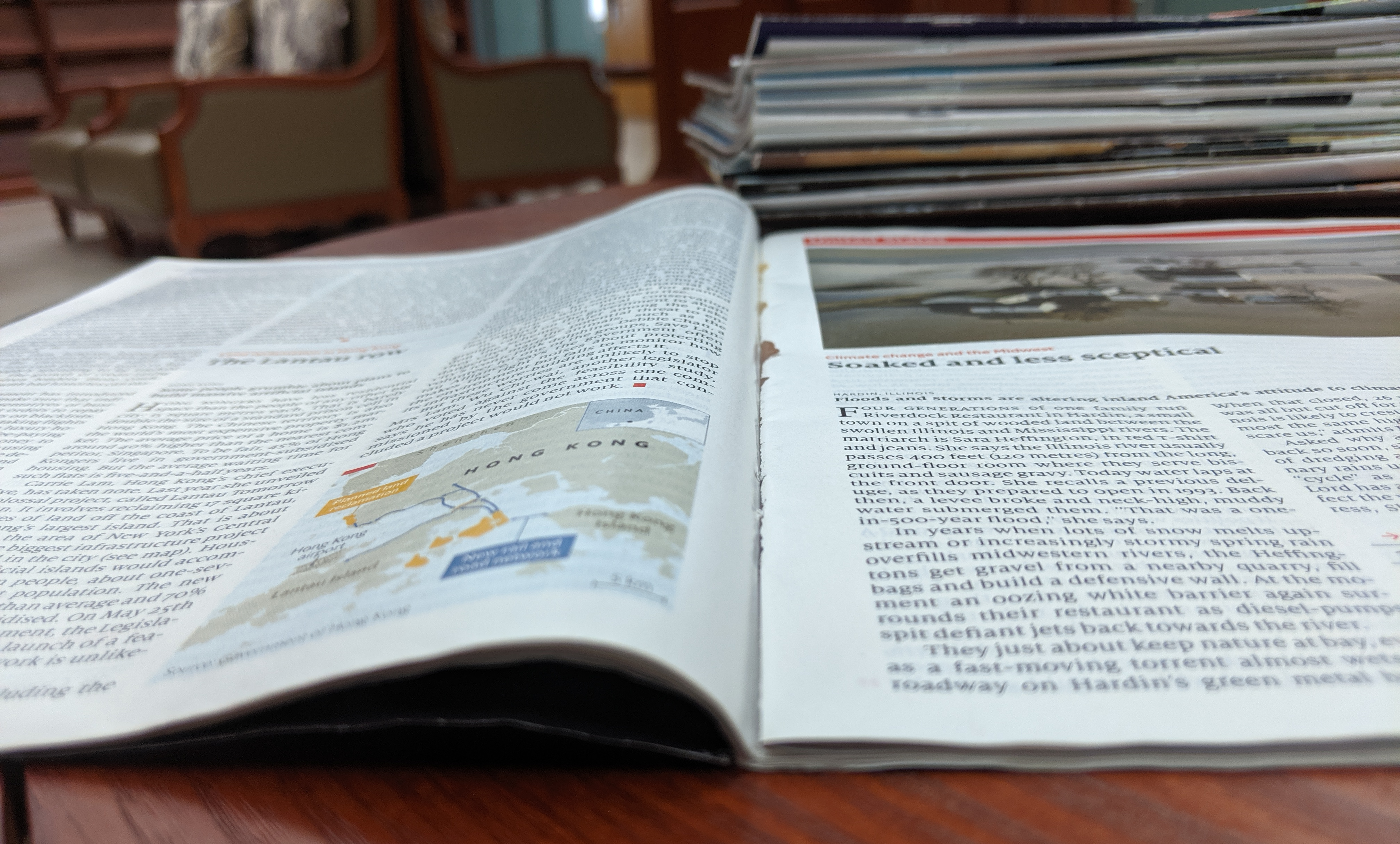
Una página sobre las protestas de la plaza de Tiananmén de 1989 en The Economist arrancada por los departamentos de censura de China.

La censura en la República Popular de China es implementada y ordenada por el partido gobernante, el Partido Comunista de China (PCCh). El gobierno censura el contenido principalmente por razones políticas, pero también para mantener su control sobre la población. El gobierno chino afirma que tiene el derecho legal de controlar el contenido de Internet dentro de su territorio y que sus reglas de censura no violan el derecho de los ciudadanos a la libertad de expresión. Desde que Xi Jinping se convirtió en el líder supremo de China en 2012, la censura se ha "intensificado significativamente".
El gobierno mantiene la censura sobre todos los medios capaces de llegar a un público amplio. Esto incluye televisión, medios impresos, radio, cine, teatro, mensajes de texto, videollamadas, mensajes instantáneos, videojuegos, literatura e Internet. Los funcionarios chinos tienen acceso a información sin censura a través de un sistema de documentos internos.
Reporteros sin Fronteras clasifica la situación de la prensa china como "muy grave", la peor clasificación en su escala de cinco puntos. En agosto de 2012, la Iniciativa OpenNet clasificó la censura de Internet en China como "generalizada" en las áreas políticas y de conflicto, seguridad y "sustancial" en las áreas de herramientas sociales y de Internet, las dos clasificaciones más extensas de las cinco que utilizan. Freedom House clasifica a la prensa allí como "no libre", la peor clasificación, diciendo que "el control estatal sobre los medios de comunicación en China se logra a través de una combinación compleja de monitoreo de los contenidos de noticias, restricciones legales a los periodistas e incentivos financieros para la autocensura", y una práctica cada vez mayor de "ciber-desaparición" de material escrito por o sobre blogueros activistas.
Otros puntos de vista sugieren que las empresas chinas como Baidu, Tencent y Alibaba, algunas de las empresas de Internet más grandes del mundo, se han beneficiado de la forma en que China bloqueó a los rivales internacionales del mercado interno.

## Temáticas
La censura en China abarca una amplia gama de temas. Las agendas detrás de tal censura son variadas. Algunos temas son declarados directamente por el propio gobierno chino y algunos son notados por observadores tanto dentro como fuera del país. Según el periódico South China Morning Post, el gobierno chino emite órdenes regularmente para 'guiar' la cobertura de temas delicados individuales. Como resultado, las organizaciones de medios se someten a la autocensura o corren el riesgo de ser cerradas.

### Historia
El gobierno chino regula la creación y distribución de materiales relacionados con la historia china. Un ejemplo de esto es la censura de los escritos históricos sobre la Revolución Cultural. Aunque el gobierno chino ahora denuncia oficialmente la Revolución Cultural, no permite que los ciudadanos chinos presenten historias detalladas del sufrimiento y la brutalidad que sufrió la gente común.

### Política
El Consejo de Relaciones Exteriores dice que las autoridades que explotan la imprecisión en las leyes relativas a la publicación de secretos de estado pueden censurar opiniones no deseadas. Los principales medios de comunicación reciben orientación del Departamento de Propaganda de China sobre qué contenido es políticamente aceptable. El gobierno chino prohíbe ciertos contenidos sobre los movimientos de independencia en el Tíbet y Taiwán, el movimiento religioso Falun Gong, la democracia, las protestas y la masacre de la Plaza Tiananmen de 1989, el maoísmo, la corrupción, la brutalidad policial, el anarquismo, el chisme, la disparidad de la riqueza y los escándalos de seguridad alimentaria.

### Moralidad
El gobierno de China defendió algunas formas de censura como una forma de defender la moral. Esas formas de censura incluyen limitaciones en la pornografía, particularmente la pornografía extrema y la violencia en las películas.
En 2021, la Administración Nacional de Radio y Televisión añadió a sus reglas la prohibición de "hombres mariquitas y otras estéticas anormales" utilizando el insulto niang pao.

### Cultura
La República Popular China ha intentado históricamente utilizar la censura para 'proteger la cultura del país' y es vista como la autoridad cultural de China. Durante la Revolución Cultural, la literatura extranjera y las formas de arte, obras religiosas y símbolos, e incluso artefactos de la antigua cultura china fueron considerados "reaccionarios" y se convirtieron en objetivos de destrucción por parte de los equipos de la Guardia Roja.
Aunque hoy existe una mayor libertad cultural en China, las continuas medidas enérgicas contra la prohibición de los dibujos animados extranjeros de la televisión china en horario estelar y los límites en la proyección de películas extranjeras podrían verse como una continuación de la censura con mentalidad cultural. Los programas de televisión extranjeros y las películas en Internet también se convierten en blanco de censura. Así mismo y con el fin de limitar la influencia externa en la sociedad china, las autoridades han restringido la publicación de libros infantiles escritos por autores extranjeros en China.

### Religión
Varios textos, publicaciones y materiales de índole religiosa están prohibidos o sus distribuciones están artificialmente limitadas en China. Los ciudadanos extranjeros también tienen prohibido hacer proselitismo en China y la información sobre el tratamiento de algunos grupos religiosos también está estrictamente controlada. Según la ley china, un menor tiene prohibido recibir educación religiosa de ningún tipo.

### Economía
En los últimos años, la censura en China ha sido acusada de ser utilizada no solo para el proteccionismo político sino también para el proteccionismo económico. El profesor de la Universidad de Tsinghua, Patrick Chovanec, ha especulado que la prohibición china de Facebook, Twitter y YouTube podría haberse hecho en parte para otorgar una ventaja comercial a los competidores chinos de los sitios web. Del mismo modo, China ha sido acusada de utilizar un doble estándar para atacar a Google por contenido "obsceno" que también está presente en el competidor chino Baidu.

### Asuntos militares
Otra justificación para la censura es que el material podría causar daño militar. Este tipo de censura está destinado a mantener en secreto la inteligencia militar de los enemigos o enemigos percibidos.

### Datos geográficos
Debido a preocupaciones de seguridad nacional, el uso de información geográfica en la República Popular de China está restringido a entidades que obtienen una autorización especial del departamento administrativo de topografía y cartografía bajo el Consejo de Estado. Las consecuencias de la restricción incluyen multas por encuestas no autorizadas, falta de información de geoetiquetado en muchas cámaras cuando el chip GPS detecta una ubicación dentro de China, alineación incorrecta de mapas de calles con mapas satelitales en varias aplicaciones, y la ilegalidad de los esfuerzos de mapeo en crowdsourcing como OpenStreetMap.

## Respuestas de la sociedad

### Autocensura
Aunque es independiente del sistema legal de la parte continental y, por lo tanto, de las leyes de censura, algunos medios de comunicación de Hong Kong han sido acusados de practicar la autocensura para intercambiar permisos para expandir su negocio de medios en el mercado continental y también para un mayor acceso periodístico en la parte continental.
Además, corporaciones internacionales como Google, Facebook, Microsoft, MySpace, Shutterstock y Yahoo han censurado voluntariamente su contenido para los mercados chinos para poder hacer negocios en el país.

### Mercadeo
Los editores y otros medios en el mundo occidental a veces han usado la etiqueta "Prohibido en China" para comercializar obras culturales, con la esperanza de que los productos censurados se consideren más valiosos o atractivos.

### Métodos para evitar la censura
Los ciudadanos chinos utilizan con frecuencia muchas técnicas para evadir la censura de Internet con el fin de discutir los eventos sociales y políticos actuales en las plataformas en línea y obtener acceso a páginas web bloqueadas por el Gran Cortafuegos de China. Una de esas técnicas son los servidores públicos de retransmisión como las redes privadas virtuales (VPN) y los nodos The Onion Router (nodos Tor), ampliamente utilizados por los internautas chinos para visitar páginas web bloqueadas.
Los internautas chinos también usan el método de "tunelización" para acceder a páginas web bloqueadas. La tunelización es cuando la información se transmite utilizando un protocolo de comunicaciones diferente al habitual. Un ejemplo de tunelización es si el usuario de Internet "A" en China envió un correo electrónico al usuario de Internet "B" en Estados Unidos solicitando el contenido de una página web bloqueada. El usuario de Internet "B" podría responder con un correo electrónico con el contenido de esa página web bloqueada, permitiendo al usuario de Internet "A" acceder a la información censurada. Este método puede generalizarse mediante servicios de correo electrónico.
Las páginas web reflejadas son otra forma de evadir la censura de Internet del Gran Cortafuegos de China. Una página web puede duplicarse simplemente recreando esa página bajo una URL diferente.
Los internautas también tienen métodos para expresar sus opiniones en línea sin ser censurados por el gobierno. El método principal es en forma de palabras de código, metáforas o juegos de palabras. Por ejemplo, la frase "Caballo de Hierba y Barro" (Cao Ni Ma) es comúnmente utilizada por los internautas como un juego de palabras con una blasfemia homófona. Esta frase ha sido ampliamente utilizada para significar un medio subversivo de abordar temas no permitidos por el gobierno y ha sido utilizada por los internautas que abogan por una mayor libertad de expresión.
Además de la censura en Internet, los ciudadanos chinos también han ideado métodos para eludir la censura de los medios impresos. A medida que las organizaciones de noticias en China intentan alejarse de la reputación de ser simplemente portavoces de la propaganda del Partido Comunista, se enfrentan al difícil desafío de tener que informar las noticias objetivamente mientras se mantienen en buenos términos con el gobierno. Los periodistas hacen todo lo posible para resistir la censura del gobierno al mantener un equilibrio relativamente neutral de tonos positivos y negativos en los artículos, informando sobre los funcionarios que ya han sido removidos oficialmente de sus cargos, menospreciando al Partido Comunista como una entidad en lugar de atacar a funcionarios individuales y centrando la culpa en los funcionarios de menor rango.